# Воскресенка (Кыштовский район)
Воскресенка — деревня в Кыштовском районе Новосибирской области. Входит в состав Сергеевского сельсовета.

## География
Площадь деревни — 52 гектара.

## История
Образована переселенцами из Езерийской волости Себежского уезда Витебской губернии в 1859 году.
В 1928 году состояла из 100 хозяйств, основное население — русские. Центр Воскресенского сельсовета Мало-Красноярского района Барабинского округа Сибирского края.

## Население
| 1926 | 2002 | 2007 | 2010 |
| ---- | ---- | ---- | ---- |
| 594  | ↘165 | ↘148 | ↘112 |

## Инфраструктура
В деревне по данным на 2007 год функционируют 1 учреждение здравоохранения и 1 учреждение образования.